# 张承慧
张承慧（1963年9月—），中共党员，山东大学控制科学与工程学院院长、教授。担任中国国家基金委创新群体负责人，入选中华人民共和国教育部2008年度"长江学者"特聘教授、山东省泰山学者特聘教授。